# Márcio Roberto da Silva
Márcio Roberto da Silva ou Márcio Roberto  (São Bento, 21 de julho de 1960) é um político e comerciante brasileiro. Foi prefeito da cidade de São Bento de 1996 a 2004. Atualmente é deputado estadual pelo estado da Paraíba.